# Леолука из Корлеоне
Леолука или Лео Лукас (др.-греч. Λεολούκας, лат. Leo Lucas) (Корлеоне на Сицилии около 815 года – Нижняя Вена, 915 год) — святой монах. День памяти в римско-католической церкви — 1 марта.
Святой Леолука (греч.: Греч. Λεολούκας; итал.: San Leoluca, Leone Luca, Leo Luca, Leolucas или Luca di Sicilia), также известный как Лука Сицилийский, монах, чудотворец, настоятель монастыря василиан, один из основателей Итало-греческого монашества на юге Италии. 
Почитается покровителем Вибо Валентии и Корлеоне. К святому Леолуке обращаются как в защитителю от естественных катаклизмов.

## Биография
Леолука родился в городе Корлеоне на Сицилии, в зажиточной семье. Его родители Лев и Феоктиста назвали сына Львом и воспитали в христианском благочестии. Лев часто пас овец своего отца, но родители его рано умерли. 
Всю жизнь он посвятил Богу и умер, когда ему исполнилось 100 лет. 

## Подвижническая деятельность
Рано осиротев и продав владения, оставшиеся после смерти родителей, Лев раздал деньги нищим и ушел в греческий монастырь святого Филиппа Агирского поблизости с Этной. В то время многие сицилийские монахи были вынуждены переселиться в Южную Италию, из-за притеснений правивших на острове арабов. По совету игумена (настоятеля монастыря), Лев совершил паломничество в Рим к 
мощам апостолов Петра и Павла, а затем отправился в Калабрию и в поисках уединения переходил с места на место. Одна благочестивая женщина посоветовала ему начать подвижническую жизнь не отшельником, а в общежительном монастыре. Лев послушал ее и поступил в киновиальный монастырь святого Созонта на горе Ла-Мула (горный массив Орсомарсо) поблизости от современного Кассано-алло-Йонио. В монашестве он получил имя Лука, и братия стала называть его Леолукой. Спустя 6 лет он последовал за игуменом Христофором, который основал новый монастырь в гористой местности Меркурион. Через 7 лет они построили еще одну обитель близ Вены (ныне Авена; ее отождествляют с монастырем святых Христофора и Феодора), где прожил 10 лет. За это время в обители собралось более 100 монахов.
После смерти игумена Христофора Леолука стал его преемником и настоятелем монастыря. 
Когда Леолука достиг 100-летнего возраста, ему было открыто время его кончины. Святой созвал монахов и назначил игуменом монастыря Феодора, а его помощником - священника Евфимия. Леолука был погребен в церкви Пресвятой Богородицы в Монтелеоне-ди-Калабрия (ныне Вибо-Валентия).

## Личные качества
За строгую подвижническую жизнь он сподобился от Господа дара чудотворения. Многих приходящих к нему, Леолука исцелил и наставил на путь спасения. Леолука отличался смирением, щедростью и милосердием, творил непрестанную молитву и жил в суровой аскезе. 